# Albanie aux Jeux paralympiques d'été de 2012
L'Albanie participe aux Jeux paralympiques d'été de 2012 à Londres. C'est la première participation de ce pays aux Jeux paralympiques avec un athlète.

## Cyclisme
Hommes
- Haki Doku